# Contea di Zhenyuan (Guizhou)
La contea di Zhenyuan (镇远县S, ZhènyuǎnxiànP) è una contea della Cina, situata nella provincia del Guizhou e amministrata dalla prefettura autonoma miao e dong di Qiandongnan.